# Flower Travellin' Band
Flower Travellin' Band (フラワー・トラベリン・バンド, Furawā Toraberin Bando) foi uma banda de rock japonesa formada em 1967. Flower Travellin' Band esteve ligado ao movimento de contracultura do Japão e foi conhecido por sua mistura de heavy metal com rock psicodélico e progressivo. A banda recebeu grande aclamação da crítica, mas não conseguiu êxito comercial e se separou em 1973, para seus membros seguirem carreiras individuais. No fim de 2007, a banda se reuniu mas se desfez permanentemente após a morte do vocalista Joe Yamanaka em 2011.
Embora os lançamentos da banda nunca tenham vendido bem, o Flower Travellin' Band continuou sendo respeitado pela indústria musical. Seus álbuns nunca obtiveram vendas esgotadas mas continuam a ser disponibilizados em novos formatos audiófilos, como SHM-CDs. Os ex-membros da banda continuam a tocar as canções do FTB ao vivo juntos sob o nome de Flower Power com outros músicos.

## Membros
- Joji "George" Wada (和田ジョージ) – bateria (1967–1972, 2007–2011)
- Joe Yamanaka (ジョー山中) – vocais, harmônica (1969–1972, 2007–2011)
- Hideki Ishima (石間秀樹) – sitarla, guitarra, sitar (1969–1972, 2007–2011)
- Jun Kobayashi (小林ジュン), anteriormente Jun Kozuki (上月ジュン) – baixo (1969–1972, 2007–2011)
- Nobuhiko Shinohara (篠原信彦) – teclado (2007–2011)
- Yuya Uchida (内田 裕也) – percussão, vocais de apoio, produtor (1967–1972)
- Remi Aso (麻生レミ) – vocais, guitarra (1967–1969)
- Katsuhiko Kobayashi (小林勝彦) – guitarra (1967–1969)
- Susumu Oku (奥ススム) – guitarra, vocais de apoio (1967–1969)
- Ken Hashimoto (橋本健) – baixo (1967–1969)
- Hiroshi Chiba (千葉ひろし) – vocais (1967–1968)
- Kento Nakamura (中村健人) – vocais (1968–1969)

Linha do tempo

## Discografia

### Yuya Uchida & the Flowers
Álbuns de estúdio
- Challenge! (1969) – álbum de estreia.

Singles
- "Last Chance" b/w "Flower Boy" (1969)[4]
- "Flower Boy" b/w "Last Chance" (1969)[4]
- "Fantastic Girl" b/w "Yogiri no Trumpet" (1969)

Aparições
- Opera from the Works of Tadanori Yokoo (1969) – Coletânea multimídia por Toshi Ichiyanagi e participação de diversos artistas.
- Rock 'n' Roll Jam '70 (1970) – Álbum ao vivo com participação de diversos artistas. The Flowers apresenta "All Is Loneliness", "Piece of My Heart", "You Shook Me" e "Kozmic Blues".

### Flower Travellin' Band
| Álbuns de estúdio - Anywhere (1970) - Satori (1971) - Made in Japan (1972) - Make Up (1973) - We Are Here (2008) Singles - "Crash" b/w "Dhoop" (1970) – com trompetista Terumasa Hino. - "Map" b/w "Machine Gun Kelly" (1971) – com banda estadunidense Jo Mama. - "Satori Pt. 1" (1971) – apenas no Canadá. | Coletâneas - Satori (1971) - The Times (1975) Videos - Resurrection (2008) – DVD. Outros - Kirikyogen (1970) – Álbum por Kuni Kawachi, às vezes co-creditado à Flower Travellin' Band, embora apenas Yamanaka e Ishima tenham participado. |